# Escape atmosférico
Escape atmosférico é a perda de gases da atmosfera dos planetas. Há vários processos que podem levar a isso, mas os principais são a temperatura da atmosfera e a velocidade de escape. Em alguns casos, o escape atmosférico pode ser um processo muito importante; em Marte e Vênus, por exemplo, muita água foi perdida devido ao escape atmosférico, já que a força de seus campos magnéticos são menores que na Terra.
A perda desses gases atmosféricos explica o porquê da cor avermelhada do planeta Marte: a dissociação do vapor de água em hidrogênio e oxigênio e a sucessiva perda de hidrogênio para o espaço fez com que o oxigênio restante e em excesso oxidasse as rochas da superfície.